# Sportgemeinschaft Dynamo Dresden 2011-2012
Questa voce raccoglie le informazioni riguardanti la Sportgemeinschaft Dynamo Dresden nelle competizioni ufficiali della stagione 2011-2012.

## Stagione
Nella stagione 2011-2012 il Dinamo Dresda, allenato da Ralf Loose, concluse il campionato di 2. Bundesliga al 9º posto. In Coppa di Germania il Dinamo Dresda fu eliminato al secondo turno dal Borussia Dortmund.

## Rosa
| N. |                      | Ruolo | Calciatore           |
| -- | -------------------- | ----- | -------------------- |
| 1  | Germania (bandiera)  | P     | Dennis Eilhoff       |
| 2  | Serbia (bandiera)    | D     | Vujadin Savić        |
| 3  | Germania (bandiera)  | D     | Alexander Schnetzler |
| 4  | Senegal (bandiera)   | D     | Cheikh Gueye         |
| 5  | Francia (bandiera)   | D     | Romain Brégerie      |
| 6  | Germania (bandiera)  | D     | Florian Jungwirth    |
| 7  | Germania (bandiera)  | A     | Marcel Heller        |
| 8  | Rep. Ceca (bandiera) | C     | Filip Trojan         |
| 9  | Rep. Ceca (bandiera) | A     | Pavel Fořt           |
| 10 | Benin (bandiera)     | A     | Mickaël Poté         |
| 11 | Germania (bandiera)  | C     | Gerrit Müller        |
| 13 | Germania (bandiera)  | P     | Benjamin Kirsten     |
| 14 | Germania (bandiera)  | C     | Maik Kegel           |
| 15 | Germania (bandiera)  | P     | Axel Mittag          |
| 16 | Germania (bandiera)  | D     | Martin Stoll         |

| N. |                                 | Ruolo | Calciatore           |
| -- | ------------------------------- | ----- | -------------------- |
| 17 | Germania (bandiera)             | C     | Lars Jungnickel      |
| 18 | Austria (bandiera)              | C     | Clemens Walch        |
| 19 | Grecia (bandiera)               | C     | Giannīs Papadopoulos |
| 20 | Germania (bandiera)             | C     | Marvin Knoll         |
| 21 | Bosnia ed Erzegovina (bandiera) | D     | Muhamed Subašić      |
| 22 | Slovenia (bandiera)             | A     | Zlatko Dedič         |
| 24 | Germania (bandiera)             | C     | David Solga          |
| 25 | Germania (bandiera)             | C     | Robert Koch          |
| 27 | Germania (bandiera)             | C     | Sebastian Schuppan   |
| 28 | Germania (bandiera)             | C     | Marcel Franke        |
| 30 | Germania (bandiera)             | P     | Wolfgang Hesl        |
| 33 | Germania (bandiera)             | D     | Jens Möckel          |
| 37 | Germania (bandiera)             | D     | Toni Leistner        |
| 38 | Germania (bandiera)             | C     | Sascha Pfeffer       |
| 40 | Germania (bandiera)             | C     | Cristian Fiél        |

## Organigramma societario
Area tecnica
- Allenatore: Ralf Loose
- Allenatore in seconda: Nico Däbritz, Nikica Maglica
- Preparatore dei portieri: Thomas Köhler
- Preparatori atletici:

## Calciomercato

### Sessione estiva
| Acquisti | Acquisti             | Acquisti              | Acquisti |
| R.       | Nome                 | da                    | Modalità |
| -------- | -------------------- | --------------------- | -------- |
| A        | Zlatko Dedič         | Bochum                |          |
| D        | Muhamed Subašić      | Olimpik Sarajevo      |          |
| A        | Mickaël Poté         | Nizza                 |          |
| P        | Wolfgang Hesl        | Amburgo               |          |
| D        | Cheikh Gueye         | Metz                  |          |
| D        | Romain Brégerie      | Metz                  |          |
| A        | Cidimar              | FSV Francoforte       |          |
| P        | Dennis Eilhoff       | Arminia Bielefeld     |          |
| A        | Pavel Fořt           | Arminia Bielefeld     |          |
| A        | Marcel Heller        | Eintracht Francoforte |          |
| C        | Marvin Knoll         | Hertha Berlino        |          |
| D        | Jens Möckel          | Rot-Weiß Erfurt       |          |
| C        | Giannīs Papadopoulos | Olympiacos            |          |
| D        | Alexander Schnetzler | Osnabrück             |          |
| D        | Martin Stoll         | Hansa Rostock         |          |
| C        | Filip Trojan         | Duisburg              |          |

| Cessioni | Cessioni          | Cessioni             | Cessioni |
| R.       | Nome              | a                    | Modalità |
| -------- | ----------------- | -------------------- | -------- |
| C        | Dennis Bührer     | Bahlinger SC         |          |
| A        | Alexander Esswein | Norimberga           |          |
| D        | Thomas Franke     | Neustrelitz          |          |
| D        | Florian Grossert  | Babelsberg           |          |
| C        | Denny Herzig      | Eintracht Treviri    |          |
| D        | Thomas Hübener    | Arminia Bielefeld    |          |
| P        | Axel Keller       | Heidenauer SV        |          |
| D        | Tim Kister        | Aalen                |          |
| C        | Timo Röttger      | RB Lipsia            |          |
| A        | Dani Schahin      | Greuther Fürth       |          |
| D        | Jonas Strifler    | Alemannia Aquisgrana |          |
| C        | Maik Wagefeld     | Hallescher           |          |
| A        | Paul Walther      | Plauen               |          |

### Sessione invernale
| Acquisti | Acquisti      | Acquisti       | Acquisti |
| R.       | Nome          | da             | Modalità |
| -------- | ------------- | -------------- | -------- |
| D        | Vujadin Savić | Bordeaux       |          |
| C        | Clemens Walch | Kaiserslautern |          |

| Cessioni | Cessioni | Cessioni | Cessioni |
| R.       | Nome     | a        | Modalità |
| -------- | -------- | -------- | -------- |

## Risultati

### 2. Bundesliga

#### Girone di andata
| Arbitro: | Stark |

|                         |           |            |
| Adlung 57’ Sørensen 66’ | Marcatori | 45’ Trojan |

| Arbitro: | Zwayer |

|          |           |                |
| Fořt 76’ | Marcatori | 54’ Ziegenbein |

| Arbitro: | Stieler |

|            |           |  |
| Occéan 47’ | Marcatori |  |

| Arbitro: | Gagelmann |

|                                          |           |  |
| Stoll 20’ Knoll 50’ Pfeffer 61’ Koch 65’ | Marcatori |  |

| Arbitro: | Dankert |

|          |           |                      |
| Koch 90’ | Marcatori | 35’ Gonther 84’ Meha |

| Arbitro: | Cortus |

|                                     |           |  |
| Bajić 44’ Jula 79’ Gueye 90’ (aut.) | Marcatori |  |

| Arbitro: | Schmidt |

|                  |           |           |
| Subašić 45’, 85’ | Marcatori | 90’ Aydin |

| Arbitro: | Grudzinski |

|                                            |           |                           |
| Buddle 3’, 45’ Buchner 60’ Knasmüllner 90’ | Marcatori | 37’ Poté 42’ (rig.) Dedič |

| Arbitro: | Stark |

|          |           |                                   |
| Fiél 31’ | Marcatori | 35’, 40’ Gkekas 84’, 86’ Idrissou |

| Arbitro: | Christ |

|                   |           |                                 |
| Bierofka 65’, 90’ | Marcatori | 13’, 16’, 60’ Poté 59’ Brégerie |

| Arbitro: | Steinhaus-Webb |

|          |           |                  |
| Fořt 90’ | Marcatori | 34’ (rig.) Demai |

| Arbitro: | Leicher |

|  |           |               |
|  | Marcatori | 15’, 53’ Koch |

| Arbitro: | Willenborg |

|                                                           |           |            |
| Dedič 29’ (rig.) Subašić 31’ Koch 39’ Trojan 54’ Fořt 68’ | Marcatori | 38’ Aquaro |

| Arbitro: | Hartmann |

|                           |           |          |
| Beister 20’ Jovanović 90’ | Marcatori | 44’ Poté |

| Arbitro: | Meyer |

|           |           |                      |
| Dedič 20’ | Marcatori | 56’, 90’ Hochscheidt |

| Arbitro: | Stark |

|                              |           |           |
| Boll 71’ Naki 73’ Ebbers 85’ | Marcatori | 66’ Dedič |

| Arbitro: | Cortus |

|                              |           |                                     |
| Koch 9’ Heitmeier 48’ (aut.) | Marcatori | 17’ (aut.) Subašić 76’ (rig.) Yelen |

#### Girone di ritorno
| Arbitro: | Sippel |

|               |           |              |
| Poté 50’, 86’ | Marcatori | 56’ Rangelov |

| Arbitro: | Aytekin |

|                                    |           |                           |
| von Walsleben-Schied 1’ Mintál 57’ | Marcatori | 43’ (rig.) Dedič 90’ Poté |

| Arbitro: | Welz |

|                            |           |             |
| Koch 5’ Poté 53’ Dedič 73’ | Marcatori | 62’ Sararer |

| Arbitro: | Sippel |

|                                                  |           |  |
| Quiring 44’ (rig.) Mosquera 58’ Terodde 65’, 76’ | Marcatori |  |

| Arbitro: | Leicher |

|                      |           |                       |
| Wemmer 3’ Taylor 90’ | Marcatori | 18’ (rig.), 80’ Dedič |

| Arbitro: | Osmers |

|                    |           |  |
| Fořt 57’ Dedič 59’ | Marcatori |  |

| Arbitro: | Kempter |

|  |           |                    |
|  | Marcatori | 11’ Dedič 47’ Fořt |

| Dresda 11 marzo 2012, ore 13:30 CET 25ª giornata | Dinamo Dresda | 0 – 0 referto | Ingolstadt 04 | glücksgas stadion (0 spett.)\| Arbitro: \| Unger \| |
| Arbitro:                                         | Unger         |               |               |                                                     |

| Arbitro: | Gräfe |

|                                           |           |  |
| Meier 3’ Schuppan 14’ (aut.) Idrissou 33’ | Marcatori |  |

| Arbitro: | Kircher |

|  |           |           |
|  | Marcatori | 61’ Lauth |

| Arbitro: | Dingert |

|  |           |           |
|  | Marcatori | 59’ Dedič |

| Arbitro: | Christ |

|               |           |                         |
| Poté 22’, 74’ | Marcatori | 33’ Vrančić 66’ Kumbela |

| Arbitro: | Stegemann |

|                    |           |  |
| Rada 56’ Krebs 76’ | Marcatori |  |

| Arbitro: | Zwayer |

|                   |           |            |
| Dedič 7’ Poté 70’ | Marcatori | 44’ Bröker |

| Arbitro: | Perl |

|            |           |              |
| Müller 17’ | Marcatori | 45’ Schuppan |

| Arbitro: | Dankert |

|          |           |  |
| Koch 54’ | Marcatori |  |

| Arbitro: | Fischer |

|              |           |           |
| Micanski 73’ | Marcatori | 58’ Dedič |

### Coppa di Germania
| Arbitro: | Perl |

|                                            |           |                                  |
| Schuppan 68’ Koch 70’, 86’ Schnetzler 117’ | Marcatori | 6’ Derdiyok 12’ Sam 49’ Schürrle |

| Arbitro: | Gagelmann |

|                           |           |  |
| Lewandowski 31’ Götze 65’ | Marcatori |  |

## Statistiche

### Statistiche di squadra
| Competizione      | Punti | In casa | In casa | In casa | In casa | In casa | In casa | In trasferta | In trasferta | In trasferta | In trasferta | In trasferta | In trasferta | Totale | Totale | Totale | Totale | Totale | Totale | DR |
| Competizione      | Punti | G       | V       | N       | P       | Gf      | Gs      | G            | V            | N            | P            | Gf           | Gs           | G      | V      | N      | P      | Gf     | Gs     | DR |
| ----------------- | ----- | ------- | ------- | ------- | ------- | ------- | ------- | ------------ | ------------ | ------------ | ------------ | ------------ | ------------ | ------ | ------ | ------ | ------ | ------ | ------ | -- |
| 2. Bundesliga     | 45    | 17      | 8       | 5       | 4       | 30      | 20      | 17           | 4            | 4            | 9            | 20           | 32           | 34     | 12     | 9      | 13     | 50     | 52     | -2 |
| Coppa di Germania | -     | 1       | 1       | 0       | 0       | 4       | 3       | 1            | 0            | 0            | 1            | 0            | 2            | 2      | 1      | 0      | 1      | 4      | 5      | -1 |
| Totale            | 45    | 18      | 9       | 5       | 4       | 34      | 23      | 18           | 4            | 4            | 10           | 20           | 34           | 36     | 13     | 9      | 14     | 54     | 57     | -3 |

### Andamento in campionato
| Giornata  | 1  | 2  | 3  | 4 | 5  | 6  | 7  | 8  | 9  | 10 | 11 | 12 | 13 | 14 | 15 | 16 | 17 | 18 | 19 | 20 | 21 | 22 | 23 | 24 | 25 | 26 | 27 | 28 | 29 | 30 | 31 | 32 | 33 | 34 |
| --------- | -- | -- | -- | - | -- | -- | -- | -- | -- | -- | -- | -- | -- | -- | -- | -- | -- | -- | -- | -- | -- | -- | -- | -- | -- | -- | -- | -- | -- | -- | -- | -- | -- | -- |
| Luogo     | T  | C  | T  | C | C  | T  | C  | T  | C  | T  | C  | T  | C  | T  | C  | T  | C  | C  | T  | C  | T  | T  | C  | T  | C  | T  | C  | T  | C  | T  | C  | T  | C  | T  |
| Risultato | P  | N  | P  | V | P  | P  | V  | P  | P  | V  | N  | V  | V  | P  | P  | P  | N  | V  | N  | V  | P  | N  | V  | V  | N  | P  | P  | V  | N  | P  | V  | N  | V  | N  |
| Posizione | 13 | 12 | 16 | 9 | 12 | 15 | 10 | 11 | 13 | 12 | 11 | 10 | 10 | 10 | 10 | 10 | 11 | 10 | 11 | 10 | 10 | 10 | 10 | 9  | 9  | 9  | 9  | 9  | 9  | 9  | 9  | 9  | 8  | 9  |

Legenda:

Luogo: C = Casa; T = Trasferta. Risultato: V = Vittoria; N = Pareggio; P = Sconfitta.

### Statistiche dei giocatori
| Giocatore       | 2. Bundesliga | 2. Bundesliga | 2. Bundesliga | 2. Bundesliga | Coppa di Germania | Coppa di Germania | Coppa di Germania | Coppa di Germania | Totale   | Totale | Totale      | Totale     |
| Giocatore       | Presenze      | Reti          | Ammonizioni   | Espulsioni    | Presenze          | Reti              | Ammonizioni       | Espulsioni        | Presenze | Reti   | Ammonizioni | Espulsioni |
| --------------- | ------------- | ------------- | ------------- | ------------- | ----------------- | ----------------- | ----------------- | ----------------- | -------- | ------ | ----------- | ---------- |
| R. Brégerie     | 31            | 1             | 8             | 0             | 2                 | 0                 | 0                 | 0                 | 33       | 1      | 8           | 0          |
| C. Cidimar      | 3             | 0             | 0             | 0             | 0                 | 0                 | 0                 | 0                 | 3        | 0      | 0           | 0          |
| Z. Dedič        | 27            | 13            | 3             | 0             | 1                 | 0                 | 0                 | 0                 | 28       | 13     | 3           | 0          |
| D. Eilhoff      | 9             | 0             | 0             | 0             | 1                 | 0                 | 0                 | 0                 | 10       | 0      | 0           | 0          |
| C. Fiél         | 24            | 1             | 3             | 1             | 2                 | 0                 | 1                 | 0                 | 26       | 1      | 4           | 1          |
| P. Fořt         | 24            | 5             | 1             | 1             | 1                 | 0                 | 0                 | 0                 | 25       | 5      | 1           | 1          |
| M. Franke       | 0             | 0             | 0             | 0             | 0                 | 0                 | 0                 | 0                 | 0        | 0      | 0           | 0          |
| C. Gueye        | 31            | 0             | 5             | 0             | 1                 | 0                 | 1                 | 0                 | 32       | 0      | 6           | 0          |
| M. Heller       | 15            | 0             | 2             | 0             | 2                 | 0                 | 0                 | 0                 | 17       | 0      | 2           | 0          |
| W. Hesl         | 13            | 0             | 0             | 0             | 1                 | 0                 | 0                 | 0                 | 14       | 0      | 0           | 0          |
| L. Jungnickel   | 2             | 0             | 0             | 0             | 0                 | 0                 | 0                 | 0                 | 2        | 0      | 0           | 0          |
| F. Jungwirth    | 26            | 0             | 3             | 0             | 2                 | 0                 | 1                 | 0                 | 28       | 0      | 4           | 0          |
| M. Kegel        | 12            | 0             | 2             | 0             | 0                 | 0                 | 0                 | 0                 | 12       | 0      | 2           | 0          |
| B. Kirsten      | 13            | 0             | 0             | 0             | 0                 | 0                 | 0                 | 0                 | 13       | 0      | 0           | 0          |
| M. Knoll        | 11            | 1             | 1             | 0             | 1                 | 0                 | 0                 | 0                 | 12       | 1      | 1           | 0          |
| R. Koch         | 31            | 8             | 8             | 1             | 2                 | 2                 | 0                 | 0                 | 33       | 10     | 8           | 1          |
| T. Leistner     | 3             | 0             | 1             | 0             | 0                 | 0                 | 0                 | 0                 | 3        | 0      | 1           | 0          |
| A. Mittag       | 0             | 0             | 0             | 0             | 0                 | 0                 | 0                 | 0                 | 0        | 0      | 0           | 0          |
| J. Möckel       | 0             | 0             | 0             | 0             | 0                 | 0                 | 0                 | 0                 | 0        | 0      | 0           | 0          |
| G. Müller       | 0             | 0             | 0             | 0             | 0                 | 0                 | 0                 | 0                 | 0        | 0      | 0           | 0          |
| G. Papadopoulos | 24            | 0             | 3             | 0             | 0                 | 0                 | 0                 | 0                 | 24       | 0      | 3           | 0          |
| S. Pfeffer      | 10            | 1             | 2             | 0             | 1                 | 0                 | 0                 | 0                 | 11       | 1      | 2           | 0          |
| M. Poté         | 27            | 12            | 6             | 0             | 1                 | 0                 | 0                 | 0                 | 28       | 12     | 6           | 0          |
| V. Savić        | 12            | 0             | 2             | 0             | 0                 | 0                 | 0                 | 0                 | 12       | 0      | 2           | 0          |
| A. Schnetzler   | 1             | 0             | 1             | 0             | 2                 | 1                 | 0                 | 0                 | 3        | 1      | 1           | 0          |
| S. Schuppan     | 26            | 1             | 3             | 0             | 2                 | 1                 | 0                 | 0                 | 28       | 2      | 3           | 0          |
| D. Solga        | 33            | 0             | 3             | 0             | 2                 | 0                 | 0                 | 0                 | 35       | 0      | 3           | 0          |
| M. Stoll        | 11            | 1             | 0             | 0             | 2                 | 0                 | 0                 | 0                 | 13       | 1      | 0           | 0          |
| M. Subašić      | 17            | 3             | 1             | 0             | 0                 | 0                 | 0                 | 0                 | 17       | 3      | 1           | 0          |
| F. Trojan       | 32            | 2             | 6             | 0             | 2                 | 0                 | 1                 | 0                 | 34       | 2      | 7           | 0          |
| C. Walch        | 5             | 0             | 0             | 0             | 0                 | 0                 | 0                 | 0                 | 5        | 0      | 0           | 0          |